# Ella Räsänen
Ella Räsänen (ur. 27 stycznia 1994) – fińska lekkoatletka, sprinterka, rekordzistka kraju.
Półfinalistka biegu na 400 metrów podczas mistrzostw świata juniorów w Moncton (2010). Rok później zajęła 8. miejsce na światowym czempionacie kadetów w Lille Metropole. Uczestniczka mistrzostw Europy w Helsinkach (2012). W 2013 dotarła do półfinału podczas halowego czempionatu Europy w Göteborgu. 
Wielokrotna złota medalistka mistrzostw Finlandii oraz reprezentantka kraju na drużynowych mistrzostwach Europy i w meczach międzypaństwowych. Stawała na najwyższym stopniu podium mistrzostw krajów nordyckich juniorów.

## Osiągnięcia
| Rok  | Impreza                                 | Miejsce         | Konkurencja             | Lokata      | Wynik   |
| ---- | --------------------------------------- | --------------- | ----------------------- | ----------- | ------- |
| 2010 | Superliga drużynowych mistrzostw Europy | Bergen          | bieg na 200 metrów      | 12. miejsce | 24,35   |
| 2010 | Superliga drużynowych mistrzostw Europy | Bergen          | sztafeta 4 × 400 metrów | 10. miejsce | 3:37,67 |
| 2010 | Mistrzostwa świata juniorów             | Moncton         | bieg na 400 metrów      | półfinał    | 53,73   |
| 2011 | I liga drużynowych mistrzostw Europy    | Izmir           | bieg na 400 metrów      | 11. miejsce | 53,76   |
| 2011 | I liga drużynowych mistrzostw Europy    | Izmir           | sztafeta 4 × 400 metrów | 8. miejsce  | 3:38,13 |
| 2011 | Mistrzostw świata juniorów młodszych    | Lille Metropole | bieg na 400 metrów      | 8. miejsce  | 54,55   |
| 2012 | Mistrzostwa Europy                      | Helsinki        | bieg na 400 metrów      | eliminacje  | 54,52   |
| 2012 | Mistrzostwa Europy                      | Helsinki        | sztafeta 4 × 400 metrów | eliminacje  | 3:40,97 |
| 2012 | Mistrzostwa świata juniorów             | Barcelona       | bieg na 400 metrów      | półfinał    | 54,40   |
| 2013 | Halowe mistrzostwa Europy               | Göteborg        | bieg na 400 metrów      | półfinał    | 52,84   |
| 2014 | Mistrzostwa Europy                      | Zurych          | sztafeta 4 × 400 metrów | eliminacje  | 3:36,47 |

## Rekordy życiowe
| Konkurencja                  | Wynik | Data             | Miejsce   | Uwagi                                                                       |
| ---------------------------- | ----- | ---------------- | --------- | --------------------------------------------------------------------------- |
| Bieg na 200 metrów (stadion) | 23,79 | 26 sierpnia 2012 | Lahti     |                                                                             |
| Bieg na 200 metrów (hala)    | 23,67 | 17 lutego 2013   | Jyväskylä |                                                                             |
| Bieg na 300 metrów (hala)    | 37,81 | 27 lutego 2011   | Helsinki  | rekord Finlandii juniorów                                                   |
| Bieg na 400 metrów (stadion) | 53,44 | 10 września 2011 | Helsinki  |                                                                             |
| Bieg na 400 metrów (hala)    | 52,37 | 1 marca 2013     | Göteborg  | rekord Finlandii seniorów, młodzieżowców i juniorów, rekord Europy juniorów |